# Оно живо (фильм, 1974)
Оно живо (англ. It’s Alive) — американский психологический фильм ужасов 1974 года; автор сценария, продюсер и режиссёр картины — Ларри Коэн. В производстве фильма участвовали Бернард Херрманн (композитор, известный работами во многих фильмах Альфреда Хичкока) и Рик Бейкер (грим, кукольные спецэффекты).

## Сюжет
Супружеская пара Дэвисов, проживающая в Лос-Анджелесе, ждёт второго ребёнка. Фрэнк (Джон Райан) — успешный консультант по связям с общественностью, его жена Ленор (Шэрон Фаррелл) — домохозяйка, занимающаяся первым ребёнком, Крисом (Даниэль Хольцман). Пара несколько лет избегала рождения второго ребёнка, для чего Ленор принимала противозачаточные таблетки. Но вот настало время обзавестись ещё одним членом семьи. Оставив Криса с другом семьи Чарли (Уильям Уэллмен-младший), Дэвисы отправляются в больницу.
Ленор рождает не обычного человеческого ребёнка, а чудовище с клыками и когтями. Немедленно после рождения один из докторов пытается задушить родившегося монстра. Тот, убив докторов и медсестёр, сбегает через окно в крыше. Ленор, оставшуюся в живых, находит испуганный Фрэнк, обнаруживая резню. Пока полиция расследует убийство, Фрэнку и Ленор разрешают выйти из больницы. Тем временем, ребёнок Дэвисов отправляется домой, убивая людей, с которыми сталкивается по дороге, включая музыканта и молочника. В то время как убийства продолжаются, пресса и полиция преследуют Дэвисов. Фрэнк приходит к выводу, что чудовищный ребёнок не его сын, и присоединяется к поискам монстра-убийцы.
Тем временем, с врачом-репродуктологом, который прописывал Ленор лекарства во время беременности, связывается руководитель фармацевтической компании. Он признаёт, что ребёнок — генетическое чудовище, которое, возможно, появилось на свет из-за лекарств его компании. Он хочет полного уничтожения ребёнка, чтобы предотвратить расследование, которое могло бы указать на его происхождение. Пока Фрэнка вызывают в местную школу, где был найден убитым полицейский младенец-монстр добирается до дома Дэвисов, где Ленор принимает его как своего сына и укрывает в подвале. Скучая по семье, Крис сбегает из дома Чарли, чтобы вернуться домой, Чарли следует за ним. Фрэнк обнаруживает, что Ленор укрывает младенца, та умоляет его не причинять ребёнку вред, говоря, что он всего лишь напуган и не причинит семье вреда. Фрэнк, не слушая жену, спускается в подвал с оружием, полный решимости убить монстра, и обнаруживает там Криса, говорящего со своим маленьким братом, говоря, что он защитит его. Фрэнк стреляют в ребёнка, ранив его.
Младенец-монстр сбегает из подвала и убивает только что прибывшего Чарли. Фрэнк преследует ребёнка, продолжая в него стрелять, но теряет его след. Полиция связывается с ним и сообщает ему, что ребёнка проследили до коллекторов. Фрэнк берёт винтовку и отправляется в коллектор, охотиться на младенца. Но, обнаружив ребёнка, Фрэнк не стал в него стрелять или звать полицейских, продолжающих поиски. Дело в том, что приблизившись к младенцу, Фрэнк понимает, что он просто напуган и не причинит вреда если его не пугать. Он извиняется за то, что причинил ребёнку боль, и подбирает кричащего младенца.
Завернув ребёнка в своё пальто, Франк пытается избежать полиции, но выйдя из коллекторов оказывается перед толпой вооружённого полицейских, готовых убить монстра. Он умоляет полицейских позволить ему забрать его и изучить, но позволить ребёнку жить. В это время врач-репродуктолог кричит полицейским, требуя открыть огонь и убить их, ребёнок прыгает из рук Фрэнка и нападает на доктора. Полицейские открывают огонь, убивая и младенца, и врача.
Полицейские отвозят Дэвисов домой, а тем временем детективу сообщают, что другой ребёнок-монстр родился в Сиэтле.

## В ролях
- Джон П. Райан — Фрэнк Дэвис, отец ребёнка-монстра
- Шэрон Фаррелл — Ленор Дэвис, мать ребёнка-монстра
- Даниэль Хольцман — Крис Дэвис, их старший сын
- Уильям Уэллмен младший — Чарли, друг семьи Дэвисов
- Джеймс Диксон — Перкинс, лейтенант полиции
- Шэмус Локк — врач-репродуктолог
- Эндрю Дуггэн — профессор
- Гай Стоквелл — Боб Клэйтон
- Майкл Ансара — капитан полиции
- Роберт Эмхардт — руководитель фармацевтической компании

## Рейтинг
В то время как в США фильм получил рейтинг MPAA PG (детям рекомендуется смотреть фильм с родителями), в некоторых странах, например, в Финляндия, его запретили к показу. В Великобритании картина первоначально получила рейтинг 18+, но позднее его снизили до 15+. В Австралии фильм первоначально был оценён как R18+, затем оценку снизили к оценке MA15+ (до 15 лет только с родителями). В Новой Зеландии картине присвоили рейтинг R16.

## Сборы
При выпуске фильма в прокат возникли проблемы. Менеджеры Warner Bros., в своё время поддержавшие Ларри Коэна, позднее были заменены, а новые руководители не проявили большого интереса к проекту. Уже после завершения съёмок Коэн всё таки сумел заручиться поддержкой в руководстве компании. В результате картину всё же выпустили в прокат. Премьера состоялась в мае 1974 года в одном из кинотеатров Чикаго. 18 октября 1974 года фильм вышел в ограниченный прокат.
Через три года после первоначального выпуска «Оно живо», в Warner Bros. в очередной раз сменилось руководство и Коэн добился переиздания своего фильма. Оно состоялось в марте 1977 года с новой рекламной кампании. Новая ТВ-реклама привлекла людей в кинотеатры, позволив Warner Bros., в конечном счёте, заработать млн $ 7,1 в США.

## Оценки
«Оно живо» получил разнополярные отзывы от критиков. Картина имеет рейтинг 5,8 из 10 от IMDb (4993 оценки) и 70 % от сайта Rotten Tomatoes со средней оценкой 6 из 10 на основе 23 обзоров. Фильм был включён в список американского телеканала Bravo «100 самых страшных моментов в кино» (англ. Bravo's 100 Scariest Movie Moments) и занимает в нём 58-е место.
Также «Оно живо» и другая работа Коэна «Бог велел мне» (1976) входят в топ 500 лучших фильмов ужасов по мнению пользователей сайта IMDb.

## Продолжения
Первый фильм-продолжение, «Оно живо вновь» («Оно живо II», англ. It Lives Again aka англ. It's Alive 2), был выпущен в 1978 году. Автором сценария, продюсером и режиссёром вновь был Ларри Коэн. Главный герой — Фрэнк Дэвис (Джон Райан), пытается помогать трём семьям, которые пытаются защитить своих детей-мутантов от общественности.
Второе продолжение, «Оно живо III: Остров живых», вышло в 1987 году. Как и первые два фильма, автором сценария, продюсером и режиссёром вновь был Ларри Коэн. Действие фильма происходит спустя годы после первых двух. Дети-мутанты растут. Правительство не хочет убивать их, но и не хочет, чтобы они жили рядом с нормальными людьми, чтобы защитить и деформированных детей и нормальных людей, на которых они могут напасть и убить. В результате все выжившие дети-мутанты высланы на пустынный остров, где они должны жить в изоляции. Пять лет спустя учёные посылают экспедицию на остров, чтобы посмотреть, как живут на нём дети; отец одного из детей присоединяется к экспедиции, чтобы помочь им убежать.

## Новеллизация
Роман-новеллизация первого фильма, как и два сиквела, разъясняют опасность лекарств, которые назначались беременным в 1950-х и в начале 1960-х годов (то есть Талидомид), использование препаратов, способствующих зачатию, и косвенное использование пестицидов на людях. Без сомнения, Коэн был вдохновлён различными возможными мутагенными эффектами этих препаратов и их влиянием на будущих детей — особенно, когда эти лекарства использовались или по очереди или комбинированно. В этой истории, Ленор Дэвис, мать первого ребёнка-мутанта, принимала комбинированные оральные контрацептивы перед планированием своей второй беременности, после чего она вместо них начала принимать недостаточно испытанное средство, способствующее зачатию.